# Kislippó
Kislippó (kroatisch Lipovica) ist eine ungarische Gemeinde im Kreis Siklós im Komitat Baranya.

## Geschichte
Kislippó wurde 1274 erstmals urkundlich erwähnt.